# العنصرية في السعودية
تنتشرُ العنصرية في المملكة العربية السعودية كما تنتشر في معظم دول العالم  يبقَى المشكل الأكبر في السعودية إرهاق العُمّال وخاصة العمال الأجانب الذين يحصلون على القليل من الحماية بموجب القانون.

## العنصرية ضدّ

### العمال الأجانب
وصفت منظمة هيومن رايتس ووتش غير الربحية ظروف عمل العمال الأجانب القادِم معظمهم من البلدان النامية في جنوب آسيا؛ حيث ذكرت: «تقتربُ ظروف العمّال الأجانب من العبودية ... هناك تمييز عميق بين الجنسين كما أنّ هناكَ تمييز على مستوى الدين والعقيدة.» غالبًا مَا لا يرفعُ العمّال في السعودية أي دعوى قضائية ضدّ أرباب عملهم خوفًا من فقدان وظائفهم أو حتى التعرض للضرب والاعتداء.
يوجدُ في المملكة العربية السعودية أكثر من 10.24 مليون من العمال الأجانب الذين يشاركون في شتى الوظائف بما في ذلك العمل المنزلي وهو ما يمثل ثلث سكان المملكة.

### المواطنين السعوديين
يتعرضُ فئة قليلة من الشعب السعودي وهم المواطنين السعوديين من غير القبائل العربية للتمييز. تشملُ هذه الأعراق المواطنين من المدينة المنورة، الطائف، الحجاز، جدة، مكة، ينبع ربما يعود السببُ في هذا التمييز إلى تنوّع ساكِنة هذه المناطق وذلك بسببِ التجارة مع العالم الخارجي، ولكن هذا النوع من العنصرية قد قلت حدته في السنوات الاخيرة مع تقدم العلم وارتفاع الوعي لدى المواطنين, ولاسيما بعد صدور قانون تجريم العنصرية والطائفية في السعودية.

## أشكال أخرى من التمييز

### الدينية أو الطائفية
يلعبُ الدين دورًا مهمًا هو الآخر في تعزيز العنصرية داخل السعودية. تتجلى العنصرية العقائدية بوضوح ضدّ الأقلية الشيعية التي تتركزُ في المناطق الشرقية والجنوبية من المملكة العربية السعودية.  في نفس السياق؛ تنتشرُ العنصرية ضدّ غير المسلمين (عادة من الأجانب الغربيين، اليهوديين، المسيحيين إلخ) لكنّ هذا لا يُلاحظ كثيرًا بالمقارنة مع ما تتعرضُ له باقي الأقليات في الداخل.

### معاداة الصهيونية
إنّ معاداة الصهيونية في السعودية لهوَ أمر شائع؛ حيث غالبًا ما تُدين وسائل الإعلام المحليّة تصرفات اليهود في الكتب والمقالات الإخبارية وهذا ما يعتبره البعض .

### القبلية
يُساعِدُ أفراد القبائل بعضهم بعضًا وهذا يتسبّبُ في تفضيل شلّة قبائل على أخرى في الداخل السعودي.

## العنصرية في وسائل الإعلام
حسبَ القانون الذي يُنظمُ وسائل الإعلام في السعودية فإنّ المملكة تحظر أي نوعٍ من العنصرية أو حتى القبلية على أيّ وسيلة إعلام كيفَ ما كانت. تفرضُ المملكة كذلك عقوبات صارمة نوعًا ما لكل من ينتهكُ مثل هذه القوانين.